# Patrimoni de la Humanitat als Països Catalans

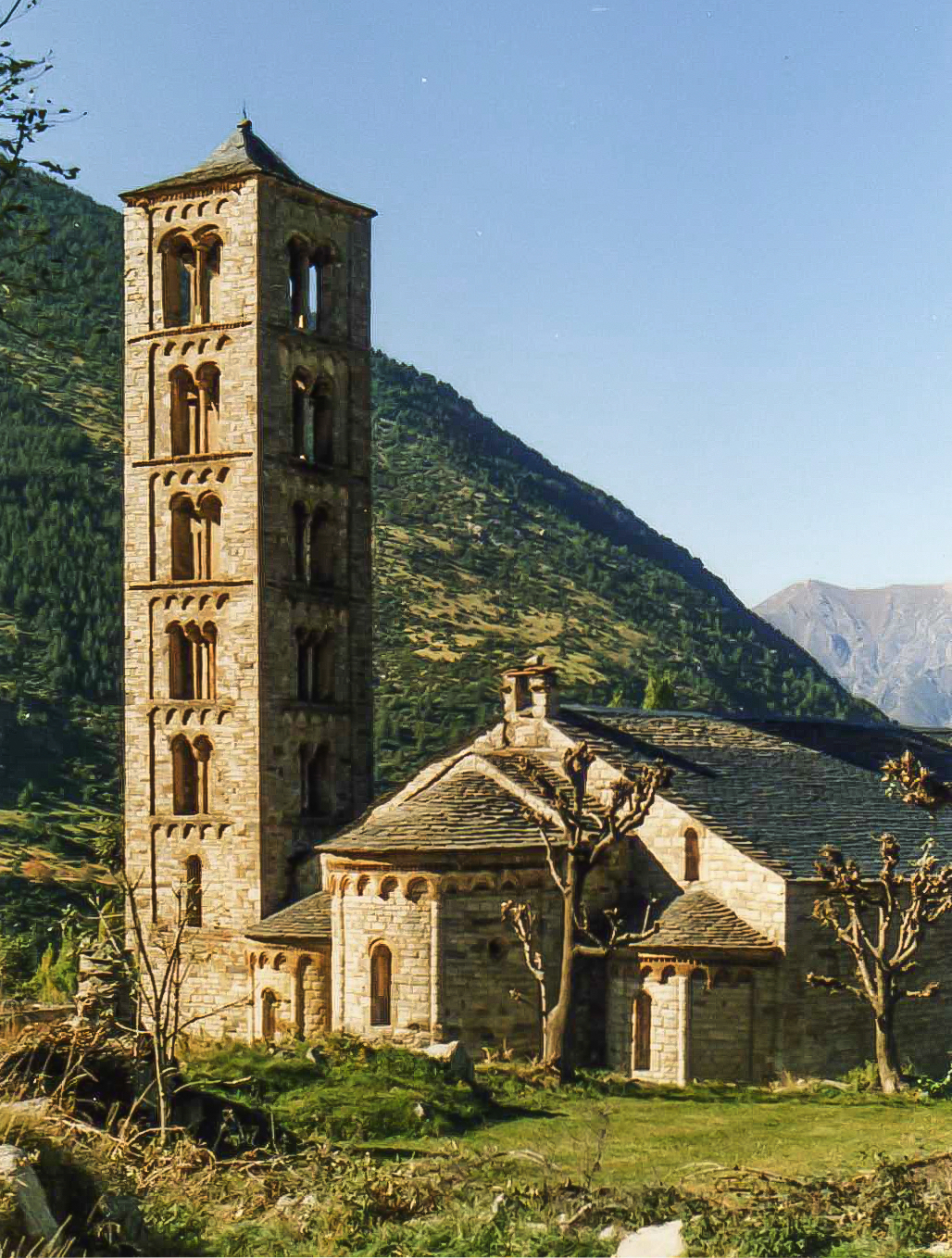
Sant Climent de Taüll, a la Vall de Boí (Catalunya)

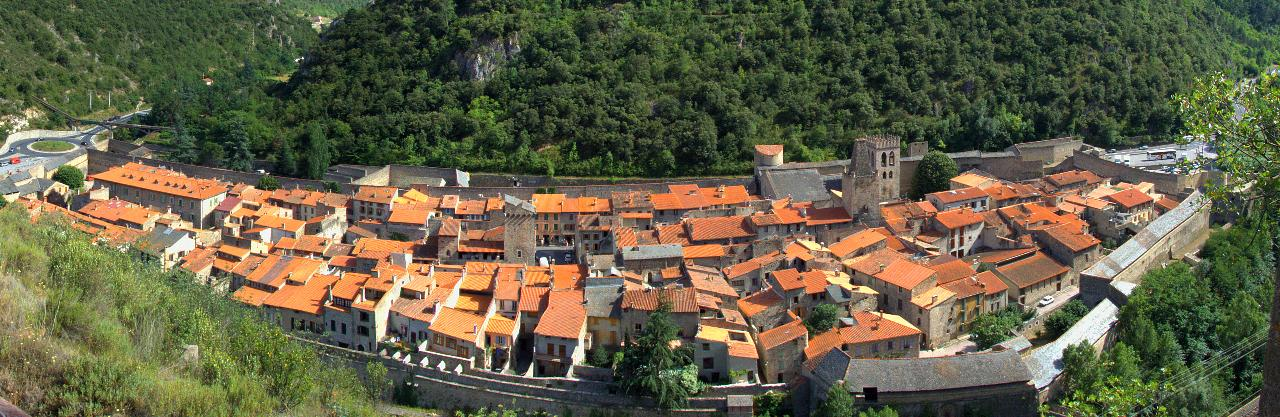
Vilafranca de Conflent, al Conflent (Catalunya Nord)

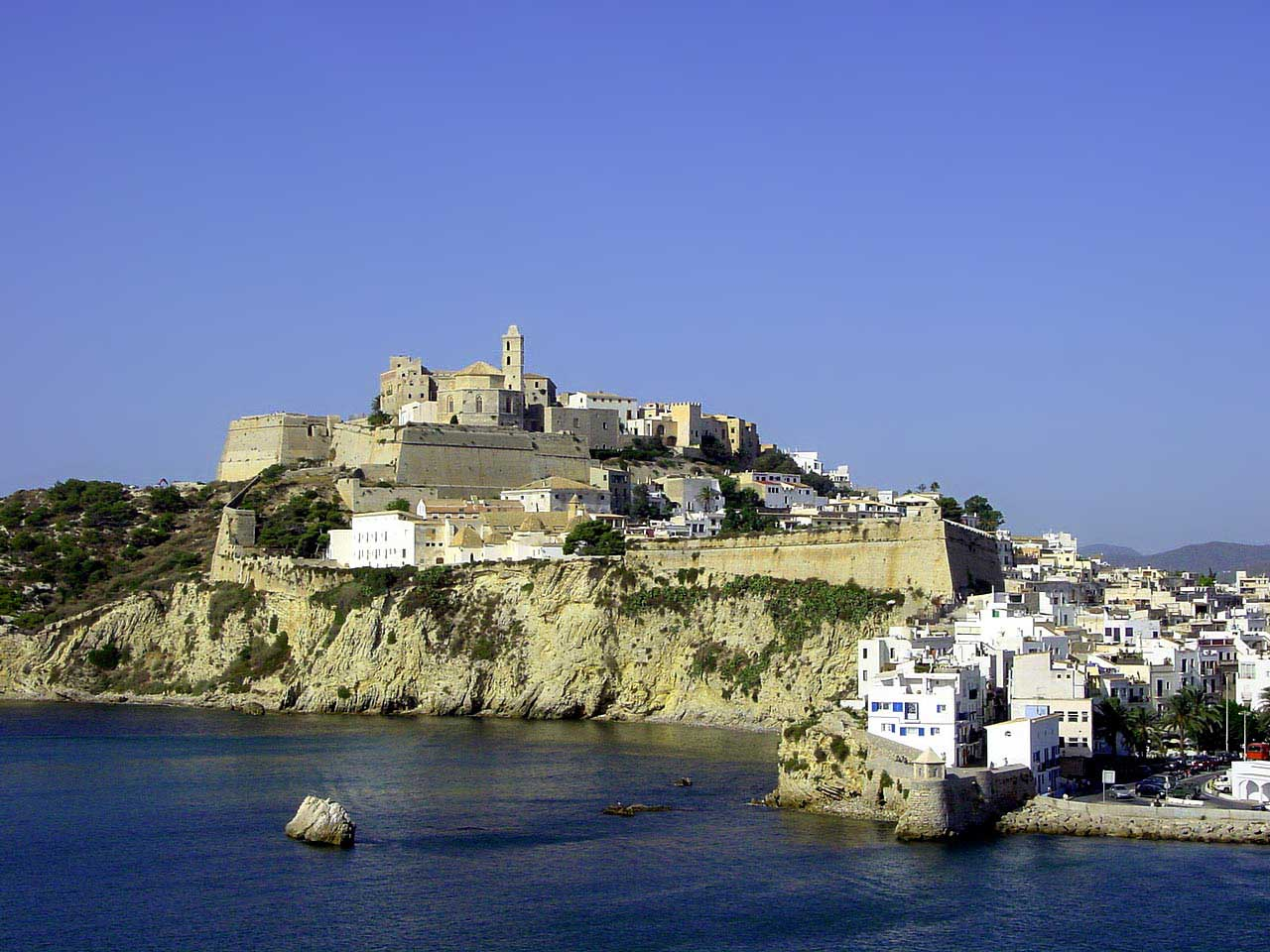
Dalt Vila, a Eivissa

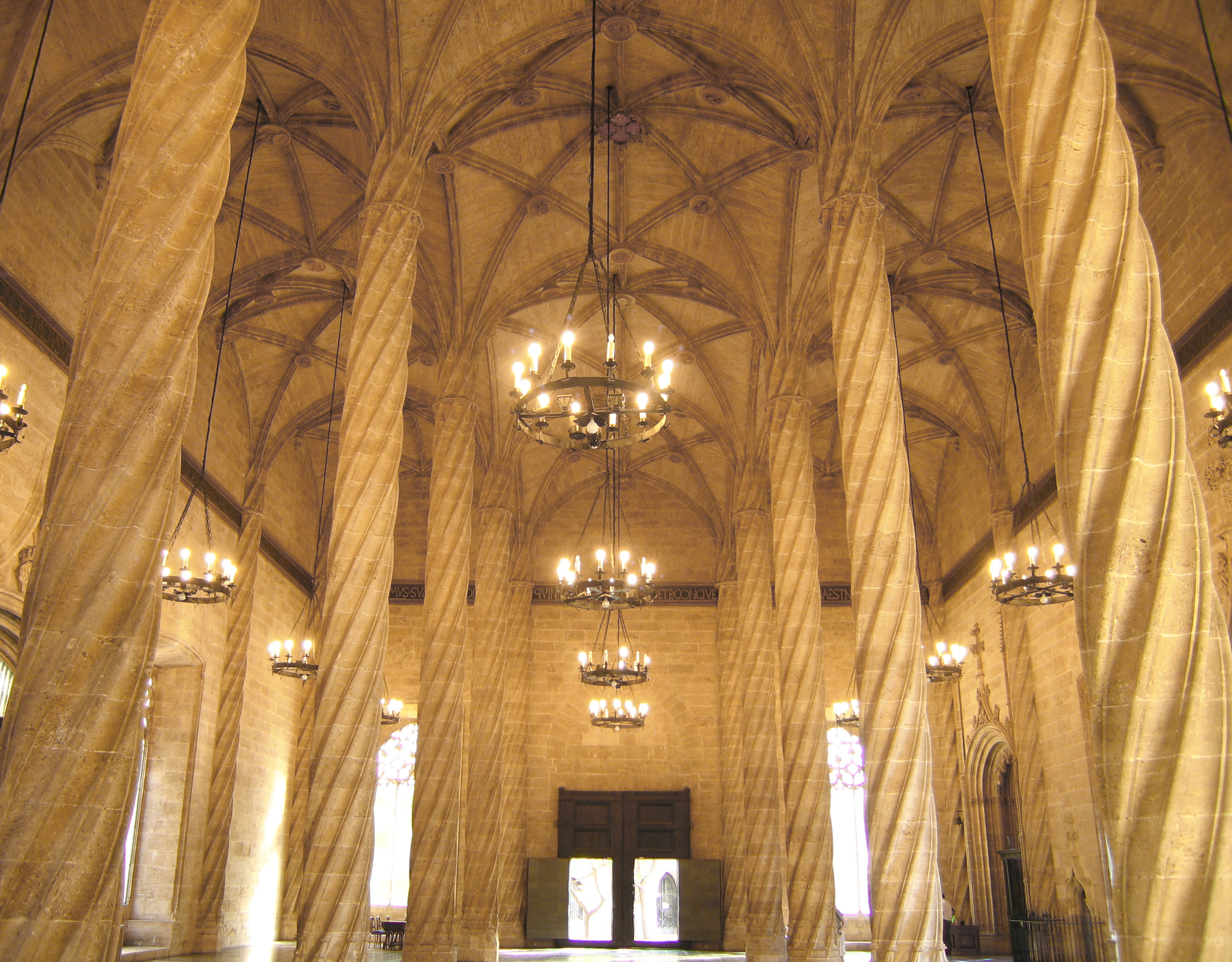
La Llotja de la Seda, a València

El Patrimoni de la Humanitat als Països Catalans són els elements de caràcter cultural i natural dels Països Catalans que la UNESCO ha catalogat dins la llista del Patrimoni de la Humanitat. Aquesta llista no inclou el Patrimoni Cultural Immaterial.

## Patrimoni transregional

###### Lloc cultural
- 1998: Art rupestre de la conca mediterrània a la península Ibèrica (Catalunya i el País Valencià).[1]

## Andorra

###### Lloc cultural
- 2004 (modificat el 2006): Vall del Madriu-Perafita-Claror.[2]

## Catalunya

###### Llocs culturals
- 1984 (ampliació el 2005): Obres d'Antoni Gaudí.[3]
- 1991: Monestir de Poblet.[4]
- 1997: Palau de la Música Catalana i Hospital de Sant Pau, Barcelona.[5]
- 2000: Esglésies romàniques catalanes de la Vall de Boí.[6]
- 2000: Conjunt arqueològic de Tàrraco.[7]

## Catalunya del Nord

###### Lloc cultural
- 2008: Fortificacions de Vauban.[8]

###### Lloc natural
- 2007 (a través de l'ampliació del 2021): Fagedes antigues i primitives dels Carpats i altres regions d'Europa.[9]

## Illes Balears

###### Lloc mixt
- 1999: Eivissa, Biodiversitat i Cultura.[10]

###### Lloc cultural
- 2011: Paisatge cultural de la serra de Tramuntana.[11]
- 2023: Jaciments prehistòrics de la Menorca talaiòtica.[12]

## País Valencià

###### Llocs culturals
- 1996: La Llotja de la Seda de València.[13]
- 2000: Palmerar d'Elx.[14]